# Daniele Roccato
Daniele Roccato (Adria, 22 dicembre 1969) è un contrabbassista e compositore italiano.
Attivo, in particolare modo, nell'esecuzione del repertorio contemporaneo e nell'improvvisazione libera. Ha fondato, insieme con Stefano Scodanibbio, la Ludus Gravis, ensemble di contrabbassi tra i più noti nel campo della musica nuova e di cui è concertatore e solista.

## Biografia
Inizia lo studio della musica all'età di sette anni approfondendo dapprima il violino e la chitarra per poi passare al contrabbasso sotto la guida del maestro Federico Garberoglio. Già prima di terminare gli studi in conservatorio è diventato primo contrabbasso in alcune delle più importanti orchestre giovanili, tra le quali l'European Union Youth Orchestra e l'Orchestra Giovanile Italiana. Anche dopo aver terminato gli studi in conservatorio, è stato primo contrabbasso in diverse orchestre; esperienza, quella orchestrale, abbandonata verso la metà degli anni novanta in favore della carriera solistica. Durante questo periodo suona sotto la bacchetta di alcuni importanti direttori d'orchestra come Jurij Temirkanov, Wolfgang Sawallisch, Carlo Maria Giulini e Chung Myung-whun.
Tra i compositori che hanno scritto per lui sono da annoverare Sofia Gubaidulina, Gavin Bryars, Ivan Fedele, Julio Estrada, Hans Werner Henze, Terry Riley, Stefano Scodanibbio, Fabio Cifariello Ciardi. Ha collaborato inoltre con Luigi Ceccarelli portando in scena la performance X-Traces per contrabbasso e live electronics.
Ha portato avanti un'intensa attività concertistica anche nell'ambito dell'improvvisazione libera, suonando con Barre Phillips, Mark Dresser, Marc Ducret, Elio Martusciello, Butch Morris, Michele Rabbia, Markus Stockhausen e molti altri. Nel campo della ricerca multidisciplinare di rilievo sono le pluriennali collaborazioni con lo scrittore e drammaturgo Vitaliano Trevisan, il coreografo Virgilio Sieni e le compagnie Socìetas Raffaello Sanzio  e Teatro delle Albe, per i quali ha scritto ed eseguito diverse musiche di scena ottenendo nel 2015, per lo spettacolo LUS di Marco Martinelli e Ermanna Montanari, una nomination al Premio Ubu per il miglior progetto sonoro, oltre che con Jim Dine, tra i maggiori esponenti della Pop art e del movimento Neo-Dada. Sono da menzionare, inoltre, i progetti con Lucio Dalla e Roberto Vecchioni in cui ha portato il contrabbasso solista nell'ambito pop.
I suoi concerti sono stati spesso trasmessi dalla Rai Radio 3, ed ha inciso per ECM, Stradivarius, Sony e Wergo.

## Opere scelte
Come compositore, ha scritto anche per commissione di diversi enti ed istituzioni italiane. Qui di seguito, una lista parziale:
- Wu-Wei (2007), per contrabbasso e pianoforte
- Aqua (2010), per tre contrabbassi
- Interferenze (2012), per contrabbasso
- Archeologia della passione (2014), per contrabbasso ed elettronica
- Minima colloquia (2009-2016), per contrabbasso
- Notturni (2018), per contrabbasso ed elettronica
- Tout la mer du monde (2020), per contrabbasso, flauti, santur, tabla ed elettronica

## Discografia parziale
Di seguito è elencata una discografia parziale:
- In Croce (Wergo, 2013) - Sofia Gubaidulina
- In Nomine: Thinking of Giacinto Scelsi (Stradivarius, 2016) - con Ciro Longobardi e Michele Rabbia
- Alisei (ECM Records, 2018) - Stefano Scodanibbio, Ludus Gravis
- Works For Double Bass (Wergo, 2020) - Hans Werner Henze, Ludus Gravis, Tonino Battista e Orchestra sinfonica abruzzese